# Niels Wellenberg
Niels Wellenberg (Deventer, 9 augustus 1982) is een Nederlands voormalig voetballer die als verdediger speelde.

## Carrière
Wellenberg debuteerde in 2001 in het betaalde voetbal bij Go Ahead Eagles uit zijn geboortestad Deventer. Eerder speelde hij voor de amateurs van Rohda Raalte. Na drie seizoenen verkaste de middenvelder naar FC Twente, waar hij in zijn eerste seizoen 21 wedstrijden speelde, in Enschede had hij een contract tot 2011.
Op 13 juli 2009 werd bekend dat Wellenberg een driejarig contract tekende bij N.E.C. Bij N.E.C. kampte hij veelvuldig met blessures. Nadat zijn contract bij N.E.C. niet werd verlengd, stopte Wellenberg als profvoetballer.

## Erelijst
FC Twente
- UEFA Intertoto Cup: 2006

## Statistieken
| Seizoen | Club            | Land      | Competitie     | Wed. | Goals |
| ------- | --------------- | --------- | -------------- | ---- | ----- |
| 2001/02 | Go Ahead Eagles | Nederland | Eerste divisie | 22   | 1     |
| 2002/03 | Go Ahead Eagles | Nederland | Eerste divisie | 19   | 1     |
| 2003/04 | Go Ahead Eagles | Nederland | Eerste divisie | 31   | 1     |
| 2004/05 | FC Twente       | Nederland | Eredivisie     | 21   | 0     |
| 2005/06 | FC Twente       | Nederland | Eredivisie     | 11   | 0     |
| 2006/07 | FC Twente       | Nederland | Eredivisie     | 11   | 0     |
| 2007/08 | FC Twente       | Nederland | Eredivisie     | 26   | 0     |
| 2008/09 | FC Twente       | Nederland | Eredivisie     | 17   | 0     |
| 2009/10 | N.E.C.          | Nederland | Eredivisie     | 20   | 0     |
| 2010/11 | N.E.C.          | Nederland | Eredivisie     | 5    | 0     |
| 2011/12 | N.E.C.          | Nederland | Eredivisie     | 0    | 0     |
| Totaal  | Totaal          | Totaal    | Totaal         | 183  | 3     |

Bijgewerkt op 30 jul 2012 9:48 (CEST)